# Unguiculariella
Unguiculariella — рід грибів родини Hyaloscyphaceae. Назва вперше опублікована 1990 року.

## Класифікація
До роду Unguiculariella відносять 1 вид:
- Unguiculariella bhutanica